# Music for a Big Night Out
A Music For A Big Night Out a Scooter tizenhatodik nagylemeze, mely 2012. november 2-án jelent meg. Ez az utolsó Scooter-album, mely még a Rick J. Jordan-nel közösen végigvitt klasszikus Scooter-érában készült. Kétféle változatban adták ki: a sima egylemezes, tizenkét számmal, a limitált pedig díszdobozos, melyben egy "Who The Fuck Is H.P. Baxxter?" feliratú póló is található.

## Áttekintés
A The Big Mash Up nem volt egy sikertörténet a Scooter számára: a rajongók vegyes érzelmekkel fogadták, különösen a dubstep stílussal való kacérkodást. Az album promotálására szervezett turnén is fokozatosan kezdtek a háttérbe szorulni annak számai. Márciusban a hivatalos Facebook-oldalukon szervezett közvélemény-kutatáson megkérdezték a rajongókat, milyen stílust látnának szívesen következő kislemezként. Az "Old School Rave/Happy Hardcore/Hands Up" és a "Trance" opciók végeztek toronymagasan az élen, bizonyítván, hogy a közönség is elsősorban ilyen dalokat várna tőlük a közeljövőben.
A turné után azonban sokáig nagy csend volt körülöttük, majd június közepén bejelentették: ez azért van, mert jelenleg is keményen dolgoznak valami újon, ami nagyon jó lesz; valamint számos ötletük van, amit szeretnének formába önteni. Ezt augusztusban Budapesten erősítették meg a koncertet követő interjú során. Rick J. Jordan ekkor azt mondta, október–november körül várható új album, új kislemez pedig szeptember végéig.
Szeptembertől Michael Simon volt az, aki fokozatosan szivárogtatta az információkat Facebook-profilján. Először megerősítette, hogy még az évben jön az új lemez, kislemez szeptember végén lesz, és hogy ezúttal sem egyetlen stílusnak szentelik az albumot. Pár nappal később azonban teljesen váratlanul, a Kontor Records menedzsmentjének kérésére promóciós célokból, megjelentették a 4 A.M. című kislemezt. A dal mintegy három héttel korábban érkezett, és eleinte sem videóklip, sem CD-változat nem készült hozzá, a sietős megjelentetés miatt (utóbbi később sem). Ami azonban még érdekesebb volt, az a dal progresszív house stílusa, mely ismét megosztotta a rajongókat, noha valamivel elfogadottabb lett, mint a korábbi próbálkozások.
Ezután Michael megerősítette az album megjelenését, mely a "Music For A Big Night Out" nevet kapta, és ekkor megjelent az Amazon.com német változatán is. Pár nappal később körülbelül fél óra időtartamra elérhetővé tette profilján egy új trance-szám másfél perces bemutatóját (melyről utóbb bebizonyosodott, hogy a "Too Much Silence" című szám volt), majd törölte is a videót. Ezután pár héttel a hivatalos tracklista, és az egyes számok stílusa is közkinccsé vált. Október közepén az album beharangozásaképpen előbb megkérdezték a rajongókat, hogy a tracklista alapján melyik számot tippelik következő kislemeznek, majd felfedték, hogy az Army Of Hardcore lesz az. Kezdetben az album promóciója egy alternatív borítóval történt: egy hófehér, steril mellékhelyiségben három piszoár felé helyezték el a három tag arcképét, mintha csak WC-reklámok lennének. Ezt váltotta fel később a végleges, "mozis" változat.
Október 18-án Michael a saját hivatalos profiljában megemlítette, hogy másnap, azaz pénteken délután 5-kor elérhetővé tesz kis félperces hangmintákat minden számból. A hatalmas érdeklődés aztán nem kis meglepetést váltott ki belőle, mert mint kiderült, a Kontor Records egyik alkalmazottja, aki a Facebook-profilját is kezeli, tette közzé az infót, mely végül egyéb, ismeretlen okok miatt nem teljesült. Miután csalódottságukban többen az oldal hitelességét is megkérdőjelezték, Michael kissé ingerült hangvételű üzenetben tudatta a rajongókkal, hogy ő az eredeti Michael Simon, és "fogalma sincs, mi lett a kibaszott hangmintákkal". Később mindhárom üzenetet és a rájuk érkezett válaszokat törölték a rendszerből. A megjelenés hetén azonban a Kontor egy minimix formájában bemutatta az albumot.

## A dalokról
Az egész albumról elmondható, hogy rendkívül rövid, nagyon régóta nem volt ennyire csekély egy Scooter-lemez hossza. Szinte az összes szám 3-4 perc körüli, kivéve az utolsó kettőt. A lemez egy szokatlanul hosszú intróval kezdődik, mely fokozatosan kezd el felépülni, és a csúcsponton abbamarad. Az ezt követő "I'm A Raver Baby" kemény, gyors ütemekkel indul, majd a refréneknél belassul, és egészen lassú tempóban énekel H.P. egy olyan szöveget, mely a Who's Got The Last Laugh Now? című albumuk turnéján már előkerült egyszer az I’m Raving előtt. Az "Army of Hardcore" valamivel lassabb, de egy teljes értékű feldolgozása egy klasszikus Neophyte-számnak. A "4 A.M." volt az első kislemez és szám, ami megjelent az új albumról, progresszív house-os hangzásvilágával a klubok felé próbált nyitni a Scooter. A "No Way To Hide" egy kissé szokatlan, vontatottabb tempójú house-szerzemény, női vokállal. A "What Time Is Love?" ugyanannak a dallamnak a negyedszeri feldolgozása tőlük, de ezúttal nemcsak a dallamot, hanem a szöveget is teljes egészében feldolgozták. Az "Overdose" egy Németországban a megjelenést megelőző években rendkívül népszerű chiptune-muzsika feldolgozása, méghozzá happy hardstyle stílusban. Maradva a hardstyle stílusánál, a "Talk About Your Life" az Under The Radar Over The Top idejét idézi vissza, HPV-vel. Az ezt követő "I Wish I Was" megint egy lassabb, szokatlannak ható house-szerzemény, lassú zongorás résszel, H.P.-szöveggel, és a kettőt összekötő szintetizátoros betéttel. A "Black Betty" ismét egy teljes értékű feldolgozás, egy gyorsabb tempójú klubsláger, melyben található egy dubstep-szerű szvinges ütemű betét is. A lemez utolsó két trackje a szokásosnak mondható trance-számok közül kerül ki: míg a "Too Much Silence" a 2002 és 2006 közötti Third Chapter idejét idézi vissza, addig a "Last Hippie Standing" egy újfajta próbálkozás: a goa trance jegyeit magán viselő szerzemény.

## Számok listája
| #  | Cím                  | Szerzők | Hossz |
| -- | -------------------- | --- | ----- |
| 1  | Full Moon            | H.P. Baxxter, Rick J. Jordan, Michael Simon, Jens Thele, Achim Janssen                                                     | 1:50  |
| 2  | I'm a Raver, Baby    | Beck Campbell, Carl Stephenson                                                                                             | 3:16  |
| 3  | Army Of Hardcore     | Massimilliano Monopoli, Jeroen Streunding                                                                                  | 2:57  |
| 4  | 4 A.M.               | Beverly Craven, H.P. Baxxter, Rick J. Jordan, Michael Simon, Jens Thele                                                    | 3:16  |
| 5  | No Way To Hide       | Prince Rogers Nelson, Stephanie Nicks                                                                                      | 3:22  |
| 6  | What Time Is Love?   | James Francis Cauty, William Ernest Drummond                                                                               | 3:10  |
| 7  | Overdose (Frazy)     | Andrej Prilipp, H.P. Baxxter, Rick J. Jordan, Michael Simon, Jens Thele                                                    | 3:03  |
| 8  | Talk About Your Life | Mike Oldfield | 3:25  |
| 9  | I Wish I Was         | Tom Gilbert, Sandi Thom, Alex Christensen, H.P. Baxxter, Rick J. Jordan Michael Simon, Jens Thele, Marcel Jerome Gigalelés | 3:25  |
| 10 | Black Betty          | Huddie Ledbetter | 3:34  |
| 11 | Too Much Silence     | H.P. Baxxter, Rick J. Jordan, Michael Simon, Jens Thele                                                                    | 5:38  |
| 12 | Last Hippie Standing | H.P. Baxxter, Rick J. Jordan, Michael Simon, Jens Thele                                                                    | 6:37  |

Az iTunes Store-verzió ezek mellett kiegészül az alábbi bónusz tartalmakkal:
- Army of Hardcore (Extended Club Mix)
- 4 A.M. (Picco Remix)
- 4 A.M. (Clubstar UK Remix)
- 4 A.M. videóklip

## Kritikák
A legnagyobb kritika a hardcore-rajongók részéről érkezett, akik erősen sérelmezték, hogy az "Army Of Hardcore" egyrészt egy Neophyte-feldolgozás, másrészt pedig a stílusának köze sincs a hardcore-hoz. Véleményüknek a hivatalos fórumon, a YouTube-oldalukon (zömmel negatív pontszámok osztogatásával), valamint egy Facebook-ellencsoportban adtak helyet. Maga az album azonban összességében jól teljesített a rajongóknál: pozitívumként volt értékelhető az új, modern, mégis klasszikus Scootert idéző erőteljes hangzás, mely az előző lemezt nem igazán jellemezte. Emellett a két, teljes egészében saját szerzeménynek tekinthető utolsó két szám is tetszésre talált, köszönhetően azok innovativitásának, valamint annak, hogy 2012-ben is képesek voltak valami újra, és megcsinálták az első goa trance stílusú számukat. Negatívum viszont a számok hossza: ezúttal szokás szerint 12 track található meg a lemezen, de ezek kettő kivételével nem hosszabbak 4 percnél, s így az egész album hossza alig éri el a 40 percet. Sokan kritizálták a limitált változathoz csomagolt póló egyszerűségét, valamint azt, hogy bár a normál lemezes változat is kartonpapír védőtokban jelent meg, a booklet nem tartalmazza a dalszövegeket, csak képek vannak benne. Negatívum továbbá, hogy az albumon vannak olyan szerzemények, melyek tulajdonképpen régi ötletek felmelegítései: az "I'm A Raver, Baby" a 2005-ös koncertturnéjukon volt a számok közötti közönségénekeltetős rész, a "What Time Is Love?" dallama pedig most negyedszerre lett felhasználva – igaz, most teljes értékű feldolgozásként.

## Feldolgozások, sample-átvételek
- Full Moon: W&W – Invasion
- I'm A Raver, Baby: Beck – Loser (Sons of Ilsa – Pulsingers Nacht), Rob & Chris – 150 Beatz
- Army Of Hardcore: Neophyte vs. Stunned Guys – Army Of Hardcore
- 4 A.M.: Otto Knows – Million Voice, Beverley Craven – Promise Me
- No Way To Hide: Stevie Nicks – Stand Back
- What Time Is Love?: The KLF – What Time Is Love?
- Overdose (Frazy): Synapsenkitzler – Frazy, Technohead – I Wanna Be A Hippie
- Talk About Your Life: Mike Oldfield – Talk About Your Life, Waverider & Digital Punk – Back 2 Life
- I Wish I Was: Sandi Thom – I Wish I Was A Punk Rocker
- Black Betty: Black Betty (amerikai népdal)
- Too Much Silence: Veela -"Lights" – System

A "Too Much Silence" vokálja egy sample pack-ből származik, így nem tekinthető feldolgozásnak, bármelyik dalban is szerepeljen.

## Közreműködtek
- H.P. Baxxter (ének, szöveg)
- Rick J. Jordan (zenei alapok, Black Betty vokál)
- Michael Simon (zenei alapok, valamint a teljes Too Much Silence és Last Hippie Standing)
- Eric Chase (poszt-produkció)
- Marcel Jerome Gigalelés (I Wish I Was zongora)
- Nikk (Talk About Your Life vokál)
- Jaye Marshall (4 A.M., No Way To Hide, I Wish I Was vokál)

## Videóklipek
- A 4 A.M. videóklipje

A videóklip Berlinben játszódik, és ott is lett felvéve. Története egyszerű: az éppen teázó H.P., a futópadon edző Michael, és a számítógépén bütykölő Rick elindulnak egy partiba hajnali négy órakor, útközben pedig találkoznak egy csapat fiatallal, akivel aztán hatalmasat buliznak.
- Az Army Of Hardcore videóklipje

A videóklipben szinte csak és kizárólag H.P. szerepel, katonának öltöztetett táncoslányok körében, harcászati felszerelésekkel körbevéve. Michael és Rick csak egy-egy pillanatra villannak fel, korábbi koncertfelvételekről bevágva. A klipben bevetették a régóta nem használt számítógépes effekteket, valamint a pirotechnikát és egy vízágyút is.

## Érdekességek
- A 4 A.M. kislemezhez a videóklip bő két héttel később készült el, mint ahogy a számot kiadták, melyre eddig még nem volt példa. Ugyancsak ez volt az első kislemez, amelyik nem jelent meg CD-formátumban.
- 2000 óta, azaz tizenkét év után először, nem szerepel Scooter-stúdióalbum címében a "the" szó. Ez legutoljára a Sheffield esetében volt így.
- A "Too Much Silence" megtalálható a Dream Dance Vol. 66. válogatáslemezen is, de rövidített verzióban.